# Ligne d'Aoste à Pré-Saint-Didier
La ligne d'Aoste à Pré-Saint-Didier est une ligne ferroviaire à écartement normal, située dans la haute Vallée d'Aoste (Valdigne). Elle fait partie du réseau ferré italien ; en 1931, elle a été achetée par la société italienne des chemins de fer.

## Histoire
En 1855, un éditeur aostois publia un article intitulé « Aperçu sur l’utilité d’établir un chemin de fer d’Aoste à Ivrée » adressé à l'administration du royaume de Sardaigne, qui puisse assurer la liaison avec la Suisse et la France. Les projets de l'époque avaient suggéré la construction d'un tunnel ferroviaire entre Courmayeur et Chamonix.
Au cours des années suivantes, plusieurs sociétés sont créées afin de recueillir les moyens financiers nécessaires ; en mai 1865, l'entrée en vigueur de la loi n° 2279, promeut la construction de la ligne Ivrée-Aoste. Vers la fin du 1875 le tronçon d'Ivrée à Donnas est terminé et la ligne jusqu'à Aoste est complétée le 5 juillet 1886.
La ligne Chivasso - Aoste, définie ironiquement par l'abbé Georges Carrel « la meilleure grammaire de la langue italienne pour la Vallée d'Aoste », est achevée en décembre 1914, et confiée au génie ferroviaire. Le projet du tunnel du Mont-Blanc est abandonné à cause de la Seconde Guerre mondiale puis rétabli dans l'après-guerre, grâce à l'importance de la Vallée d'Aoste en tant que région minière. L'exploitation des mines de Cogne, des gisements de charbon de La Thuile et le développement de l'usine métallurgique Cogne eurent pour conséquence la reprise du projet de la ligne jusqu'à Pré-Saint-Didier. Les travaux furent commencés en septembre 1927 et cofinancés par l'État italien et l'aciérie Cogne ; la ligne fut ouverte le 28 octobre 1928 et fut électrifiée dans les années suivantes. Pendant des décennies elle a constitué le principal moyen de transport de la haute Vallée d'Aoste et du Valdigne. Son importance est témoignée par le fait d'avoir été l'une des premières lignes électrifiées d'Italie.
D'autres œuvres furent accomplies pour compléter le réseau de transport du charbon : une galerie de 3 kilomètres du col de la Croix, près des mines de La Thuile, jusqu'au plan d'Arpy ; un téléphérique jusqu'aux silos de Morgex. En raison de l'importance désormais acquise par la ligne, elle fut achetée le 16 octobre 1931 par l'État italien et par la société Ferrovie dello Stato.
Avec la diminution de l'activité minière dans la région, la ligne a acquis une valeur surtout du point de vue touristique, assurant une liaison rapide dans une des plus belles régions alpines. Le tracé est de 31,326 kilomètres, dont 8,983 km en galerie. Le dénivelé est de 431 mètres, avec une déclivité jusqu'à 30‰ (Pour mille).
Un projet de tunnel ferroviaire sous le col du Petit-Saint-Bernard avait été aussi élaboré, entre Pré-Saint-Didier, et Bourg-Saint-Maurice, lors des études de la ligne ferroviaire de Saint-Pierre-d'Albigny à Bourg-Saint-Maurice, mais ne fut pas réalisé.
Cette ligne a été désélectrifiée en 1968, les locomotrices utilisées ensuite ont été des groupes 772, 773, 448/460, 668-3000 et 663-1000.

L'automatisation des passages à niveau a été effectuée au début des années 1990, ensemble avec la mise en sécurité des traits dangereux et l'installation de panneaux de signalisation de danger, sauf pour la gare d'Arvier.
En raison de coûts de maintenance qui ne peuvent pas être différés, l'argent pour lequel - 15 millions d'euros imputés à RFI - ils ont été utilisés dans d'autres besoins de dépenses pour les lignes du Piémont et du Val d'Aoste (considérés comme prioritaires), la ligne est fermée depuis le 24 décembre 2015. En 2017, une étude est effectuée en vue d'un reclassement de la ligne, afin de pouvoir dépasser la limite actuelle de 16t/axe; un prolongement vers Courmayeur est également envisagé.

## Les caractéristiques

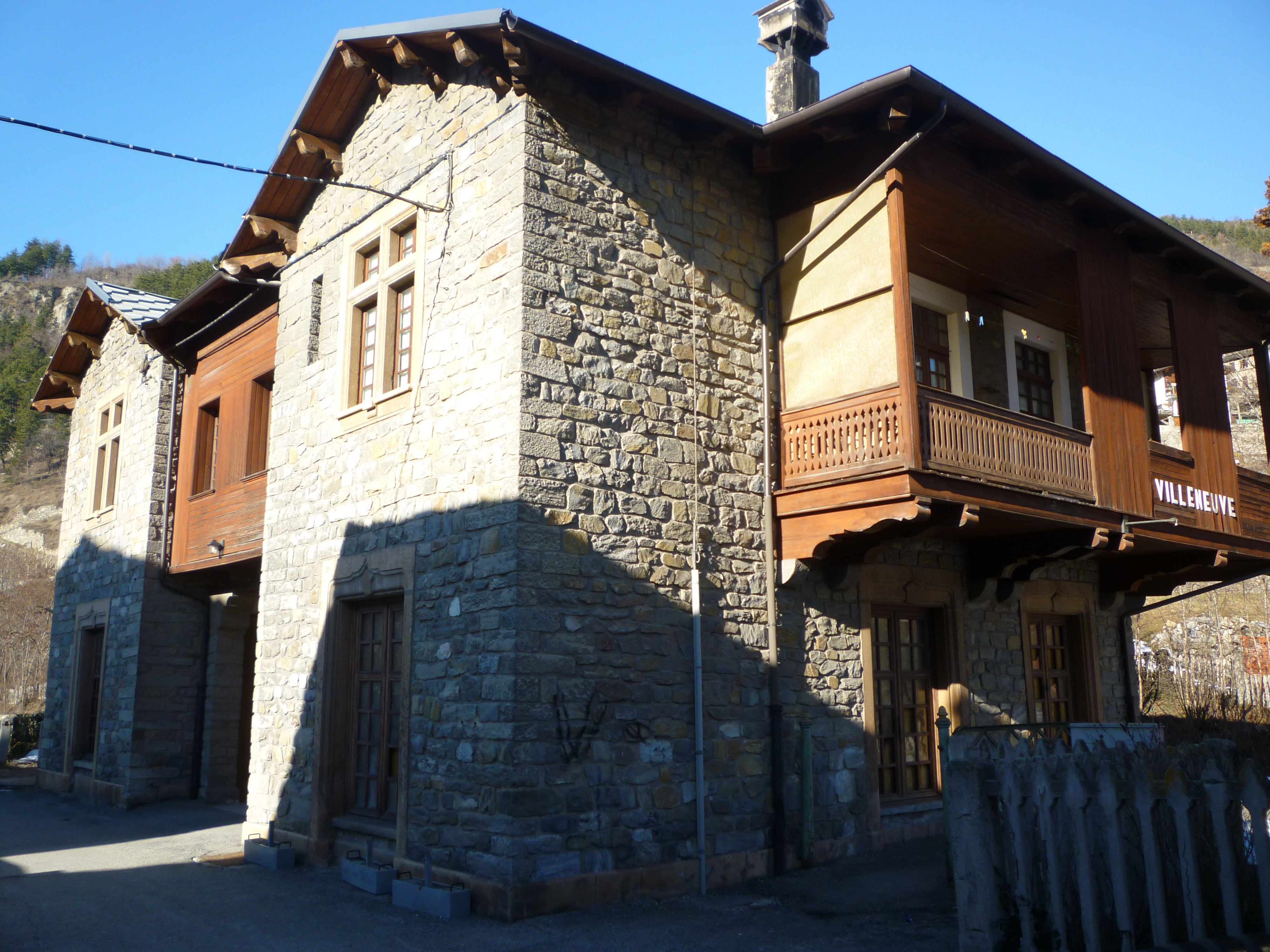
La gare de Villeneuve.

La construction d'une ligne de chemin de fer dans une région telle que la haute Vallée d'Aoste n'a pas été facile. La ligne traverse quatre fois la Doire Baltée, à 10 kilomètres environ d'Aoste, à Avise, à Morgex et près de Pré-Saint-Didier. Les galeries sont au nombre de vingt-deux.
Lors de la construction des bâtiments passagers des gares, les architectes ont tenu compte du style éclectique de la grange l'Ôla à Introd, dont ils ont repris les matériaux et les thèmes.
Les dix gares se trouvent à : Aoste, Sarre, Saint-Pierre, Villeneuve, Arvier, Avise, Derby, La Salle, Morgex et Pré-Saint-Didier.

## Les locomotrices et les voitures
- De 1930 à 1968

Après l'électrification de la ligne en 1930, quatre voitures de première et deuxième classe étaient utilisées, plus quatre voitures à bogie de troisième classe, immatriculées ensuite comme Biz 41.100 par la société des chemins de fer italiens.
Les locomotives électriques étaient au nombre de trois, du type E400 (it). La société italienne des chemins de fer ajouta en 1931 les E626 (098 et 099).
- À partir de 1968

Après la désélectrification de 1968, des autorails ALn 772 (série 3000) et automotrices ALn 442 et ALn 448 furent utilisées pour le trajet Pré-St-Didier - Milan.
Les autres automotrices utilisées ont été :
- Aln 773 ;
- Aln 668 (série 3100) ;
- Aln 663 (série 1000) ;
- ALn 990 (du dépôt de Pavie) pour la ligne d'été Pré-Saint-Didier - Milan ;
- ALn 501/502 Minuetto diesel, à partir de 2007.